# Ateloglossa borealis
Ateloglossa borealis är en tvåvingeart som först beskrevs av Daniel William Coquillett 1900.  Ateloglossa borealis ingår i släktet Ateloglossa och familjen parasitflugor. Inga underarter finns listade.